# بنو مالك (العراق)

بنو مالك أحد القبائل الرئيسية في الجزيرة العربية، هم احفاد مالك الاشتر بن الحارث النخعي، الذي حارب مع علي بن أبي طالب وصار والياً على مصر، ونسبهم يرجع إلى قحطان (أبو العرب العاربةالجزريون الاصليون). يرجع نسب آل نخع إلى قبيلة مذحج، ولكن بعد ان اعتنقوا الإسلام سنة 10 هجرية استمر نسبهم بقبيلة خزاعة أبناء عمهم احفاد أزد اخ جدهم مذحج الذين يسمون أزد مكة. حاربت قبيلة خزاعة (أزد مكة) أهل الجاهلية بني بكر مع النبي محمد (ص) فانتصروا عليهم ونزلت فيهم الآية (التوبة-14) «قاتلوهم يعذبهم الله بايديكم ويخزهم وينصركم عليهم ويشفِ صدور قوم مؤمنين».
يقطن بنو مالك في العراق في البصرة والناصرية وفي وسط العراق على الضفة الشرقية لنهر الفرات في منطقة الديوانية وهناك منهم في القطيف وفي البحرين والأحواز.

## شجرة نسب القبيلة
مالك (الملقب الاشتر، عرفت القبيلة الكبرى «بني مالك» باسمه)، بن الحارث، بن عبد يغوث، بن سلمة، بن ربيعة، بن الحارث، بن جذيمة، بن سعد، بن مالك، بن نخع (آل نخع من قبيلة مَذحج لم يعتنقوا الإسلام الا بعد ان غزاهم علي بن أبي طالب في سنة 10 هجرية) بن عمرو، بن عِلة، بن جلد بن مَذحج (أخو أزد)، ويبدو استبدل نسب قبيلة مذحج من قبل افرادها بسبب عدم اسلام اسلافهم إلا بعد الحرب عليهم، فاستمر النسب بقبيلة اخيه أزد المنسوبة لحفيده خزاعة بن عمرو، بن لُحي، بن حارثة (أب ازد مكة)، بن عمرو مزيقية، من سلالة بن الغوث، بن نبت، بن مالك، بن زيد، بن كهلان، بن عبد شمس (سبأ العظيم)، مؤسس مملكة سبأ ومن سلالته الملكة بلقيس التي حكمت جنوب الجزيرة العربية في القرن العاشر قبل الميلاد)، بن يشجب، بن يعرب (الذي يعرف العرب باسمه)، بن قحطان ، ابن النبي هود (ع).

## فروع بني مالك في العراق
- آل علي (العراق)
- آل فرج
- آل أسماعيل
- آل إبراهيم الفرع
- آلعوابد
- الحميدات
- بني أرزيج
- بني حسن (العراق)

أكبر فرع لبني مالك في العراق هم قبيلة آل علي وتمتد اراضيهم من الديوانية شمالاُ إلى الرميثة جنوباً وتسمى باسمهم، آل علي، ومنها جناجة الشرقية وتروى هذه المنطقة بأنهر الرفيع واليوسفية واللواح. جفت هذه الانهر حوالي سنة 1900 ميلادي فانتقلوا إلى المنطقة المحيطة بفرع الهندية من نهر الفرات الذي حفره آصف الدولة الهندي في سنة 1205 هجري (1845 ميلادي) واستقروا في مدينةالهندية وقرية جناجة الحالية.
- قبيلة بني مالك الفرع المتكونة من الاخوات (عشيرة آل ساري وآل كاووش وآل طريف (الطريفات). ساري وهو الابن الأكبر وكاووش وهو الابن الأوسط وطريف وهو الابن الاصغر لـ: عزيز (ويعرف بعبد العزيز وعبد الله) بن صالح بن زيد بن صالح بن احمد بن فارس بن فريد بن علي بن شبيب بن دريف بن صقر بن علي بن صقر بن علي اسد الدين بن الحسين بن أبو الحسن ورام بن ابي فراس بن ورام بن حمدان بن عيسى بن القيم (ويعرف بـ أبي النجم والنعيم) بن ورام بن حمدان بن خولان (مرة) بن إبراهيم بن مالك الاشر بن الحارث بن عبد يغوث بن سلمه بن ربيعه بن الحارث بن جذيمه بن سعد بن مالك (النخع) بن عمرو بن عله بن جلد بن مالك بن ادد بن زيد بن يشجب بن غريب بن زيد بن كهلان بن سبأ بن يعرب بنقحطان.

- عشيرة آل جناح:

و هم احفاد الاخوة (ماجد وجريو ونصر وواوي) وهؤلاء الاخوة أبناء: محمدالملقب بجناح بن بندر بن عبد الله بن إبراهيم بن علي بن حطحوط بن عبيد بن محمد بن جناح بن صقر (الجد الذي يجمع ال جناح مع ال كاشف الغطاء) بن ابي ورام بن ابي فراس بن عيسى (عبس) بن ابي النجم بن ورام بن حمدان بن خولان بن إبراهيم بن مالك الاشتر النخعي (رضوان الله تعالى عليه).
- عشيرة الميلاج في صلاح الدين وديالى والموصل وجنوب العراق.

- آل الكرباسي.

- آل كاشف الغطاء: هم ذرية المجتهد الفقيه المرجع الشيخ جعفر الكبير كاشف الغطاء صاحب الكتاب الشهير كشف الغطاء بن الشيخ خضر جد (ال خضر وأكثر من عائلة مالكية نخعية ترجع إلى مالك الاشتر (رضوان الله تعالى عليه) تعرف بال خضر) بن محمد بن يحيى بن مطر بن سيف الدين المالكي بن هديب بن حرحد بن علي بن صقر (جد ال صقر) بن ابي ورام بن ابي فراس بن عيسى (وهو عبس في شجرة ال كاشف الغطاء) بن ابي النجم بن ورام بن حمدان بن خولان بن إبراهيم بن مالك الاشتر (رضوان الله تعالى عليه).

- آل الشيخ راضي.

- قبيلة البو صالح من احفاد حمدان بن خولان بن إبراهيم بن مالك الاشتر النخعي المذحجي منها عشيرة الصفافعة.

- قبيلة البو صالح من احفاد مالك الملقب بالنعمان بن إبراهيم بن مالك الاشتر النخعي المذحجي.

## الهوامش
1. ↑  رابع ملوك القحطانيين
2. ↑  ثالث ملوك القحطانيين
3. ↑  ثاني ملوك القحطانيين
4. ↑  اول ملوك القحطانيين